# Patricia Ortega
Patricia Ortega (* 1977, Maracaibo) je venezuelská režisérka.

## Životopis
Patricia Ortega se narodila v roce 1977 ve venezuelském Maracaibu. Milovala filmy již od raného dětství a byla vychovávána v ortodoxní katolické rodině. Po vystudování střední školy začala studovat žurnalistiku. Poté vystudovala Escuela Internacional de Cine y Televisión na Kubě se specializací na filmovou režii.
Po natočení několika krátkých filmů se Ortega v roce 2009 stala prezidentkou nezávislé venezuelské produkční společnosti Mandrágora Films. V následujících deseti letech se společností natočila deset krátkých hraných a dokumentárních filmů; v roce 2013 režírovala svůj první celovečerní film El regreso (česky Návrat), který se dočkal velkého komerčního úspěchu v celé Venezuele.
Její druhý celovečerní film, Yo, Imposible (česky Nemožné), si vedl dobře v mezinárodním měřítku. Ortega uvádí, že z úspěchu filmu čerpala sílu z dobách osobních a politických otřesů. Například zjistila, že Yo, Imposible se bude promítat na americkém filmovém festivalu South by Southwest ve stejný den, kdy byl Juan Guaidó prohlášen prozatímním prezidentem Venezuely.
V roce 2019 začala pracovat na svém třetím filmu s názvem Mamacruz, který byl uveden do kin v roce 2023.

## Filmografie
- Pasajes (2004)
- Al otro lado del mar (2006)
- Návrat (2013)
- Nemožné (2018)
- Mamacruz (2023)

## Ocenění
| Rok  | Událost                                                   | Ocenění                                       | Dílo    | Výsledek         | Poznámky |
| ---- | --------------------------------------------------------- | --------------------------------------------- | ------- | ---------------- | -------- |
| 2013 | Festival Entre Largos y Cortos de Oriente                 | Nejlepší film                                 | Návrat  | výhra            | [ 4 ]    |
| 2014 | Margarita Latin American and Caribbean Film Festival      | Zlatý pelikán za nejlepší hraný film          | Návrat  | výhra            |          |
| 2018 | Havanský filmový festival                                 | Cena Unete                                    | Nemožné | speciální zmínka |          |
| 2018 | Valladolid International Film Festival                    | Rainbow spike award                           | Nemožné | výhra            |          |
| 2019 | Femme Revolution Film Fest                                | Nejlepší ztvárnění ženské postavy             | Nemožné | výhra            |          |
| 2019 | Amsterdam LGBTI Film Festival                             | Cena diváků                                   | Nemožné | výhra            |          |
| 2019 | Reflections of Spanish and Latin American Cinema Festival | Cena diváků                                   | Nemožné | výhra            |          |
| 2019 | South by Southwest                                        | Gamechanger Award                             | Nemožné | nominován        |          |
| 2019 | Venezuelský filmový festival                              | Nejlepší režie                                | Nemožné | výhra            |          |
| 2019 | Venezuelský filmový festival                              | Nejlepší scénář (spolu s Enmanuelem Chávezem) | Nemožné | výhra            |          |
|      | Houston International LGBTQ Film Festival                 | Nejlepší scénář (spolu s Enmanuelem Chávezem) | Nemožné | výhra            |          |
| 2020 | Cena Platino                                              | Nejlepší režie                                | Nemožné | nominován        |          |